# Andrew Wenger
Pour les articles homonymes, voir Wenger.
Andrew Wenger est un joueur américain de soccer né le 25 décembre 1990 à Lancaster en Pennsylvanie. Titulaire du Trophée Hermann 2011 en NCAA, il joue durant sept saisons en MLS entre les postes de buteur, de défenseur central et de milieu défensif.

## Biographie
Wenger rejoint l'université Duke et son équipe de soccer en NCAA. Jeune défenseur central, il est élu recrue de l'année en 2009. La saison suivante il est élu joueur défensif de l'année 2010 mais se convertit au poste de buteur avec succès. Il remporte le Trophée Hermann 2011 attribué au meilleur joueur universitaire du pays. En plus des compétitions universitaires, il joue régulièrement en championnat amateur avec Reading United puis le Dynamo de la Caroline en PDL.
Il anticipe son passage en pro et signe un contrat Génération Adidas avec la MLS.
Il est repêché comme premier choix de la MLS SuperDraft 2012 par l’Impact de Montréal. Il retrouve dans le club d'expansion son ami d'enfance Zarek Valentin. Le 4 avril 2014, l'Impact de Montréal échange Andrew Wenger à l'Union de Philadelphie en retour de l'attaquant de 21 ans Jack McInerney. Il inscrit son 1er but pour Philadelphie dès son premier match face au Real Salt Lake.
En rejoignant le Dynamo de Houston, Wenger est repositionné en milieu de terrain par Owen Coyle pour la saison 2016.
Après trois saisons avec Houston, il annonce sa retraite sportive à l'âge de 27 ans.

## Palmarès
- Avec  Impact de Montréal:
  - Championnat canadien (1):
    - Vainqueur : 2013

  - Walt Disney World Pro Soccer Classic (1):
    - Vainqueur : 2013

## Statistiques

### En club
| Saison                | Club                  | Championnat           | Championnat | Championnat | Coupe(s) nationale(s) | Coupe(s) nationale(s) | Compétition(s) continentale(s) | Compétition(s) continentale(s) | Compétition(s) continentale(s) | Séries | Séries | Total | Total |
| Saison                | Club                  | Division              | M.          | B.          | M.                    | B.                    | Comp.                          | M.                             | B.                             | M.     | B.     | M.    | B.    |
| 2012                  | Impact de Montréal    | MLS                   | 22          | 4           | 0                     | 0                     | -                              | -                              | -                              | -      | -      | 22    | 4     |
| 2013                  | Impact de Montréal    | MLS                   | 24          | 1           | 4                     | 1                     | LCC                            | 3                              | 1                              | 1      | 0      | 32    | 3     |
| 2014                  | Impact de Montréal    | MLS                   | 4           | 1           | -                     | -                     | -                              | -                              | -                              | -      | -      | 4     | 1     |
| Sous-total            | Sous-total            | Sous-total            | 50          | 6           | 4                     | 1                     | -                              | 3                              | 1                              | 1      | 0      | 58    | 8     |
| 2014                  | Union de Philadelphie | MLS                   | 28          | 6           | 5                     | 2                     | -                              | -                              | -                              | -      | -      | 33    | 8     |
| 2015                  | Union de Philadelphie | MLS                   | 26          | 1           | 3                     | 0                     | -                              | -                              | -                              | -      | -      | 29    | 1     |
| Sous-total            | Sous-total            | Sous-total            | 54          | 7           | 8                     | 2                     | -                              | 0                              | 0                              | -      | -      | 62    | 9     |
| 2016                  | Dynamo de Houston     | MLS                   | 32          | 6           | 2                     | 0                     | -                              | -                              | -                              | -      | -      | 34    | 6     |
| 2017                  | Dynamo de Houston     | MLS                   | 22          | 2           | 2                     | 1                     | -                              | -                              | -                              | -      | -      | 24    | 3     |
| 2018                  | Dynamo de Houston     | MLS                   | 22          | 2           | 2                     | 1                     | -                              | -                              | -                              | -      | -      | 24    | 3     |
| Sous-total            | Sous-total            | Sous-total            | 76          | 10          | 6                     | 1                     | -                              | 0                              | 0                              | -      | -      | 82    | 11    |
| Total sur la carrière | Total sur la carrière | Total sur la carrière | 180         | 23          | 18                    | 4                     | -                              | 3                              | 1                              | 1      | 0      | 202   | 28    |